# Guds moders avsomnandes kyrka, Kaisarianí
Guds moders avsomnandes kyrka är en grekisk-ortodox kyrkobyggnad belägen i kommunhuvudort Kaisarianí, i staden Aten i regionen Attika, i sydöstra Grekland.
Kyrkan är helgad åt högtiden Guds moders avsomnande, som är östortodoxa kyrkans benämning på Jungfru Marie himmelsfärd.

## Historik
Kyrkan började byggas år 1934 och invigdes 1960.

## Bilder

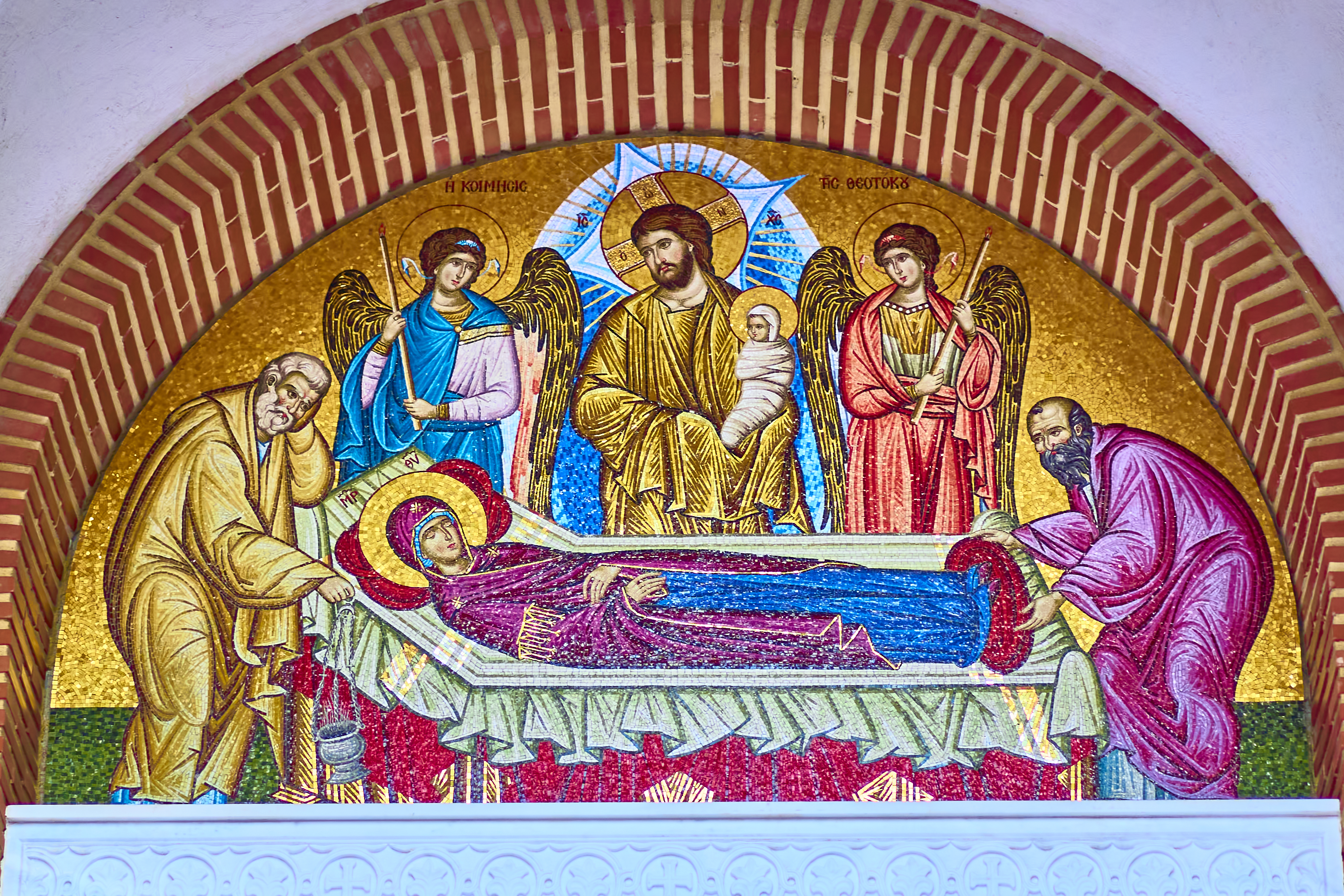
Mosaik föreställande Guds moders avsomnande ovanför entrén.
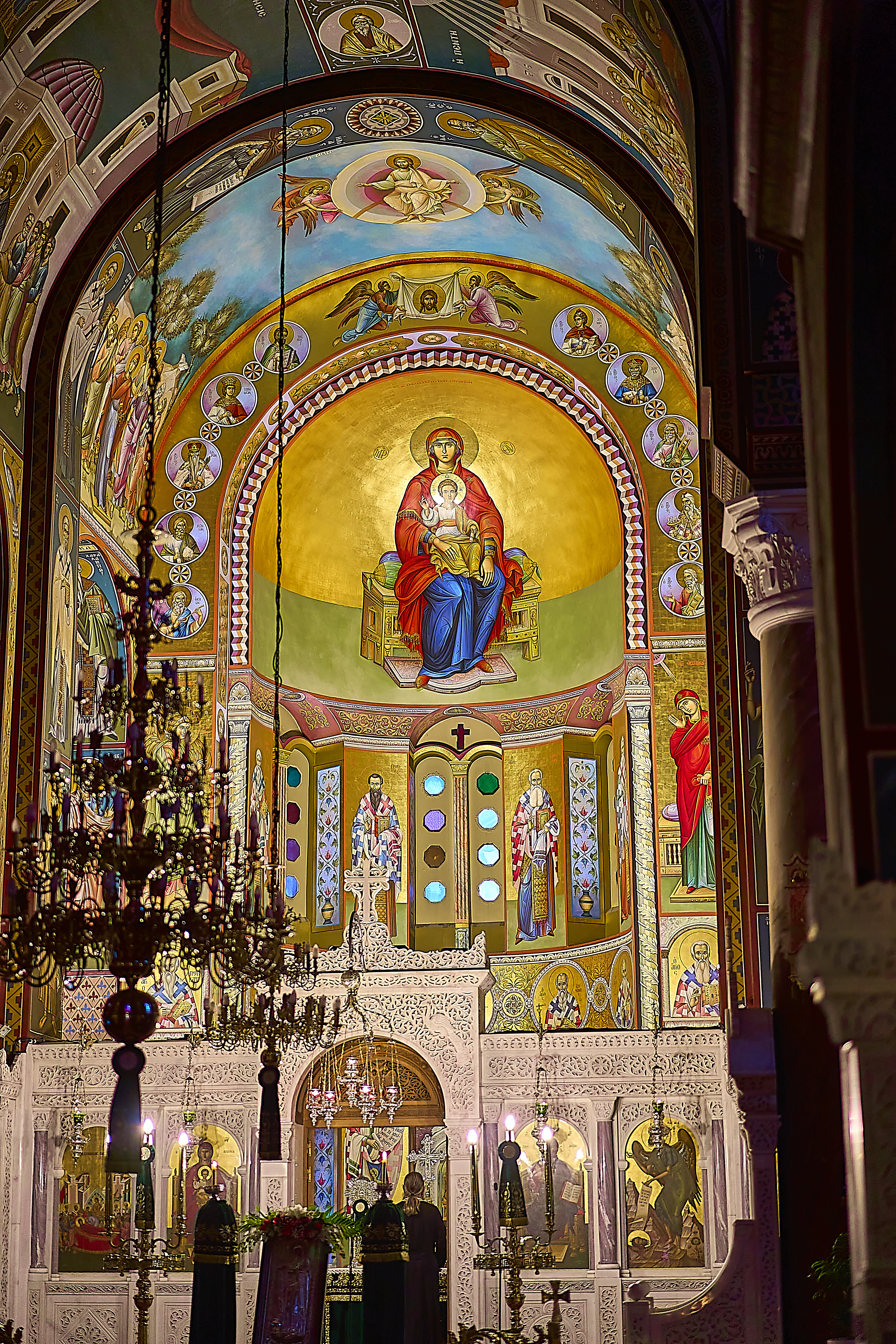
Kyrkans interiör mot ikonostasen.